# Volksgeneeskunde
Volksgeneeskunde of etnofarmacologie is het geheel van alle, onder het volk levende, opvattingen over ziekten en daartegen gebruikte geneesmethoden. Simpelweg gezegd: als het volk voor dokter 'speelt'. Deze definitie is gangbaar in de antropologische en etnologische wetenschap, waarbij de term volksgeneeskunde slaat op opvattingen die in het verleden of heden zijn ontstaan.
In de geneeskunde wordt de term volksgeneeskunde iets anders geïnterpreteerd en gaat het in de definitie om de traditionele geneeskunde. De Wereldgezondheidsorganisatie (WHO) definieert de traditionele geneeskunde als volgt: 

Het totaal van alle kennis, vaardigheden en praktijken die zijn gebaseerd op theorieën, geloof en ervaringen in de betreffende cultuur die gebruikt worden om de gezondheid te handhaven dan wel om lichamelijke en psychische ziekten te voorkomen, te diagnosticeren, te behandelen of te genezen.

 De WHO merkt ook op dat verkeerd gebruik van traditionele geneeswijzen negatieve en gevaarlijke effecten kan hebben. Volksgeneeswijzen zijn namelijk meestal niet onderzocht op werkzaamheid en veiligheid. Anderzijds acht de WHO zowel “onkritisch enthousiasme” als “niet-geïnformeerde scepsis” ongepast.
Bij ontbreken van de toegang tot de moderne geneeskunde, of in aanvulling daarop, is in sommige gebieden volksgeneeskunde ondanks de niet bewezen werkzaamheid en veiligheid nog steeds een belangrijk onderdeel van de gezondheidszorg. In andere gebieden zijn volksgeneeswijzen verder geëvolueerd richting de alternatieve geneeskunde.

## Verschil met volksgeneeskunst
Volksgeneeskunde en volksgeneeskunst zijn nauw aan elkaar verwant. Er bestaan rondom dit verschil verschillende opvattingen. Tegenwoordig gaat men ervan uit dat volksgeneeskunst, in tegenstelling tot de volksgeneeskunde, de beroepsmatige uitoefening van volks- en natuurgeneeswijze is, door niet-artsen.
Onder het volk leven allerlei opvattingen over de genezende werking van allerlei planten, kruiden en andere geneesmiddelen. Er wordt wel gedacht dat deze middeltjes (al dan niet magisch) mens of dier kunnen genezen. De volksgeneeswijzen zijn soms al eeuwen in de mondelinge overlevering bekend.
Ziekten werden (en worden) toegeschreven aan demonen of aan geesten van overleden voorouders en via het gebruik van bepaalde geneeswijzen konden (en kunnen) de geesten worden verdreven of worden overgedragen aan een boom, dier of andere mensen.

## Voorbeelden volksgeneeskunde
Er leefden en leven vele voorbeelden van volksgeneeskunde onder het volk, die, mits zij verhalend zijn overgeleverd, tot de volksverhalen worden gerekend.

### Vermeend heilzame middelen
Er zijn diverse voorbeelden van middelen in de volksgeneeskunde waarvan gedacht wordt of werd dat deze heilzaam zijn. Enkele voorbeelden zijn:
- "Er werd vroeger gezegd dat als je gevallen was en de wond ging etteren, je de blaadjes van de weegbree moest gebruiken. De blaadjes moest je uittrekken, zodat de nerf van het blad overbleef. Dit moest je op de wond stippelen."
- "Van kankerkruiden moest je een aftreksel maken tegen de kanker. Tegen allerlei ziekten gebruikte men de wrangwortel, de gedroogde wortel van de Helleborus viridis." (Alle soorten van Helleborus zijn giftig.)
- "Een geraniumblad of koolblad leg je op een steenpuist. Dan trekt de puist uit."
- "Tegen wratten gebruik je de stinkende gouwe (Chelidonium majus). Dit is een plantje met gele bloemen, waaruit geel sap komt."[7]
- "Tegen ontstoken tandvlees gebruik je huislook (Sempervivum).[8]

### Ziekte uitdrijven, verjagen en overdragen
Het verdrijven en overdragen van een ziekte berust op het begrip, dat de kwaal het werk is van boze geesten. De oeroude opvatting is dat de ziekte een boosaardig wezen is. Dit wezen stelde zich wel voor als een dier (bijvoorbeeld een worm). De ziekte kan worden verdreven door 'belezing', 'bezwering', het 'bannen', door 'overdragen' en door 'sympathetische middelen' en door bedevaarten.
- Koorts wordt op een boom overgedragen, de zogenaamde koortsboom.
- Er zijn talloze besprekingen, tegen hartworm, tandworm, vingerworm (fijt), om bloed te stelpen (de 'bloedzegen').
- Jicht werd genezen door een hond mee in bed te nemen (zo bekend in de Achterhoek). Ook in de Zaanstreek kende men reumatiekhondjes.
- Tegen betovering wordt onttovering aangewend. Dit gebeurt met woorden, bezweringen, spreuken, met bespreken en gebaren en met talismans en amuletten.

In rooms-katholieke streken is de verering van heiligen en van een schutspatroon van grote betekenis in de volksgeneeskunde. Daarbij komen de votiefgaven, de relikwieën en vooral ook de bedevaarten. Veel bedevaarten (naar plekken met heilzaam water bijvoorbeeld) worden gedaan ter voorkoming van of ter genezing van ziekten en kwalen. Bij bedevaarten heeft ook de naam grote invloed. Men offert rozen tegen de roos, tarwebloem tegen 'bloem' op de ogen en nagels (spijkers) tegen nagelgaten (steenzweren).
Voor velen zijn de veertien noodhelpers de eerste en laatste toevlucht.
In protestants-christelijke kringen, m.n. in de charismatische hoek maar ook steeds meer in traditionele protestantse kringen, vindt o.a. gebedsgenezing plaats, alsook bevrijding. Deze 'bevrijding' ziet men als een bediening, waarbij zieken door gebed wonderbaarlijk worden genezen en demonen worden uitgedreven. Dit theologische concept loopt parallel met de orthodox-joodse en katholieke traditie van exorcisme.

### Overige vermeend heilzame handelingen
- "Het hemd andersom aantrekken is een middel tegen de koorts."[14]
- "Een doodvlek (dat wil zeggen een moedervlek) verdwijnt als men ermee langs een lijk wrijft.[15]

Historische en hedendaagse vormen van volksgeneeskunde, inclusief de gerelateerde verhalen, worden tegenwoordig door het Meertens Instituut verzameld en bewaard.

## Mensen met 'vermogens'
In de niet-academische volksgeneeskunst werden en worden tovenaars, heksen, sjamanen, gebedsgenezers, duivelbanners en dergelijke geacht over bijzondere vermogens te beschikken: zij die meer dan anderen kunnen. Zij kunnen in de volksgedachte onder meer pijn, lichamelijke of psychische kwalen wegbidden (al dan niet door het opzeggen van bezweringsformules), een betovering ongedaan maken, of een duivelplaag doen verdwijnen. Naast heiligen spelen zij een grote rol in de volksgeneeskunde.
Patiënten c.q. cliënten op de medische markt doen een beroep op deze bemiddelaars om genezing of verzachting van een kwaal te bewerken. Zij passeren daarmee de officiële gezondheidszorg, soms omdat zij teleurgesteld zijn, soms ook omdat zij al bij voorbaat meer geloof hechten aan de sacrale dan aan de academische en professionele geneeskunde. Het raadplegen van deze bemiddelaars wordt doorgaans als volksgeloof betiteld. Medici zien het magisch handelen in deze vorm van geneeskunst als kwakzalverij.

## WHO-strategie voor traditionele en aanvullende geneeswijzen
In het jaarrapport 2019 vat de WHO de nieuwe inzichten samen die over de jaren 2000-2019 zijn geput uit bijdragen van 179 WHO-lidstaten. Hiermee wil de WHO politici, medische beroepen en het publiek een beter inzicht geven in de waardevolle bijdrage van de traditionele en aanvullende geneeswijzen aan gezondheid en welzijn. De WHO ziet die bijdrage onder meer bij preventie en bij levensstijlgerelateerde chronische ziekten in een tijd van vergrijzing en krimpende overheidsbudgetten.

### Strategie 2002-2005
In een eerste wereldwijde “Strategie voor traditionele geneeswijzen 2002–2005” maakte de WHO een onderscheid tussen ontwikkelingslanden, waar traditionele geneeswijzen sterk zijn ingeburgerd (Latijns-Amerika; China, 40%), of zelfs primeren (Afrika, 80%), en landen met een overheersend allopatisch geneeskundemodel zoals Europa, Noord-Amerika en Japan, waar men het eerder heeft over “aanvullende” of “alternatieve” geneeswijzen. Ook in die landen deed een ruim percentage van de bevolking al minstens eenmaal een beroep op deze geneeswijzen (gaande van circa 40% in België tot 75% in Frankrijk).  In het rapport betreurt de WHO voorts het gebrek aan betrouwbare en officiële gegevens, evenals het feit dat slechts 25 van de 191 lidstaten een aangepast beleid hebben inzake traditionele geneeswijzen.
Op het WHO-congres Traditionele Geneeswijzen in november 2008 werd in de Beijing declaration gepleit voor de integratie van traditionele en aanvullende geneeswijzen in het nationale gezondheidsbeleid.

### Strategie 2014-2023
In 2013 publiceerde de WHO haar nieuwe strategie 2014-2023 inzake traditionele en aanvullende geneeswijzen, met als doelstellingen: 
1. beleid: waar mogelijk deze geneeswijzen integreren in de nationale gezondheidszorg
2. veiligheid, efficiëntie en kwaliteit bevorderen door het opbouwen van een globale kennisbank, en bijstand inzake regulering en standaardisatie
3. de toegankelijkheid voor deze geneeswijzen vergroten, vooral naar armere bevolkingsgroepen
4. het bevorderen van therapeutisch verantwoord gebruik van deze geneeswijzen door medisch personeel, en zelfzorg door consumenten.[22]

Het rapport bespreekt verder de uitdagingen waar lidstaten voor staan, doet concrete beleidsvoorstellen, en sluit met een lijst van indicatoren om elk van de strategische doelstellingen te meten, op nationaal vlak.

## Wereldgeschiedenis
In de wereldgeschiedenis worden tal van traditionele geneeswijzen vermeld zoals de traditionele Chinese geneeskunde, de ayurveda uit India en andere vormen van Oosterse geneeskunde (Japan, Korea, Oeigoeren), de Arabische Unani-geneeswijze en de geneeskunst uit het islamitische gouden tijdperk (750-1257), antieke manuscripten uit Georgië, of de bush medicine van de Aborigines in Australië. 